# Aldea del Obispo
Aldea del Obispo è un comune spagnolo di 379 abitanti situato nella comunità autonoma di Castiglia e León.